# لوكا بيروزوفيتش
لوكا برزوفيتش (بالكرواتية: Luka Peruzović)‏، من مواليد 26 فبراير 1952 في كرواتيا، لاعب كرة قدم كرواتي سابق، ومدرب كرة قدم بلجيكي حالي، وقد درب العديد من الأندية الشهيرة مثل ستاندارد لياج ورويال شارلروا وأندرلخت ونادي السد القطري.
وعندما كان لاعب لعب برزوفيتش لمنتخب يوغسلافيا لكرة القدم في كأس العالم لكرة القدم 1974 وكأس الأمم الأوروبية لكرة القدم 1976.
ودرب منتخب البحرين لكرة القدم، وقد قاده إلى التأهل إلى كأس آسيا 2007.

## مسيرته الكروية
لعب لوكا بيروزوفيتش خلال مسيرته الاحترافية مع ناديين في تسعة عشر موسمًا وسجل خلالها 14 هدفًا ضمن 399 مباراة. حيث فاز في ستة مواسم بالكأس وفي سبعة مواسم بالدوري
درب الاهلي السعودي اربعة مواسم من 1999 الى 2002 حقق معه فيها الكثير من البطولات 
خاض لوكا بيروزوفيتش مسيرته مع نادي هايدوك سبليت في موسم 1969–70 في المرة الأولى ليلعب معه أحد عشر موسمًا ثم في موسم 1986–87 ولمدة موسمين، مشاركًا طوالها في 233 مباراة سجل خلالها 9 أهداف. ثم انتقل إلى نادي رويال أندرلخت في موسم 1980–81 ليلعب معه ستة مواسم، حيث شارك في 166 مباراة سجل خلالها 5 أهداف.

## روابط خارجية
- لوكا بيروزوفيتش على موقع الاتحاد الدولي (مؤرشف)  (الإنجليزية)
- لوكا بيروزوفيتش على موقع قاعدة بيانات كرة القدم.إي يو (الإنجليزية)
- لوكا بيروزوفيتش على موقع ناشيونال فوتبول تيمز (الإنجليزية)
- لوكا بيروزوفيتش على موقع Soccerway.com (الإنجليزية)
- لوكا بيروزوفيتش على موقع عالم كرة القدم.نت (الإنجليزية)
- لوكا بيروزوفيتش على موقع كووورة